# Аус, Лаури
Лаури Аус (эст. Lauri Aus, 4 ноября 1970, Тарту — 20 июля 2003, Matjama, Тартумаа) — эстонский шоссейный велогонщик.

## Карьера

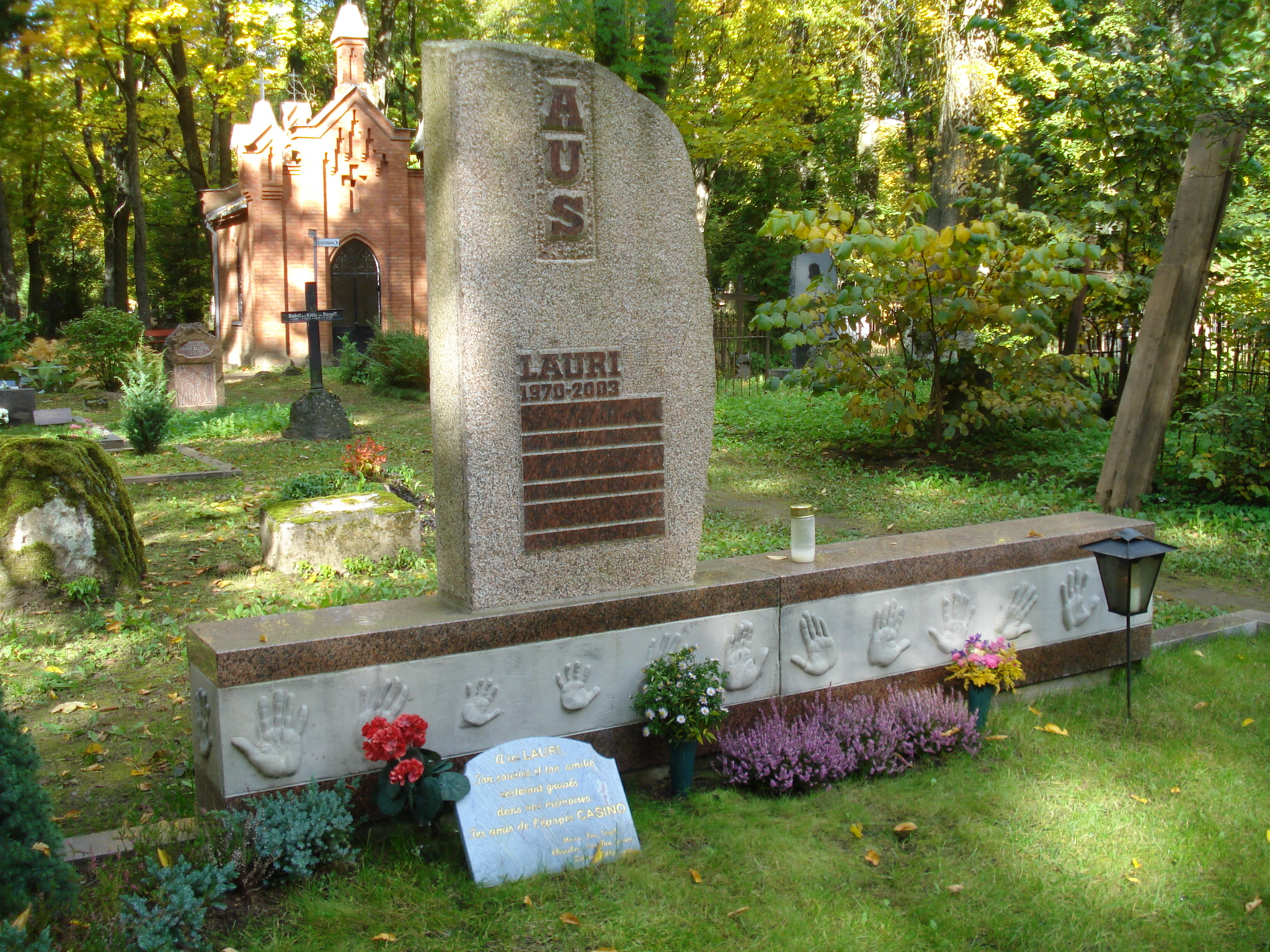
Могила Лаури Ауса

В 1992 году был включён в состав сборной Эстонии для участия в летних Олимпийских играх в Барселоне. На Играх он выступил в групповой гонке, на которой занял 5-е место уступив 30 секунд её победителю Фабио Казартелли.
В 1995 году начал профессиональную карьеру во французской команде Mutuelle de Seine-et-Marne. Одержав четыре победы в 1996 году, на следующий год присоединился к своему соотечественнику Яану Кирсипуу в команде Casino-Ag2r Prévoyance руководимой Вансаном Лавеню. В 2000 году команда сменила своё название на Ag2r Prévoyance.
Благодаря своим талантам спринтера он, в частности, выиграл Тур Лимузена, Тур Пуату — Шаранты, а также Гран-при Исберга. В 1999 году он финишировал пятым в гонке Милан-Сан-Ремо.
В 2000 году стал чемпионом Эстонии в групповой и индивидуальная гонках.
Позднее в 2000 году был включён в состав сборной Эстонии для участия в летних Олимпийских играх в Сиднее. На Играх он выступил в двух шоссейных дисциплинах. В индивидуальной гонке занял 32-е место, а в групповой гонке не смог финишировать.
По два раза принимал участие в гранд-турах Тур де Франс и Вуэльта Испании.
20 июля 2003 года во время тренировки на трассе Аовере - Калласте - Омеду был сбит пьяным водителем. От полученных травм скончался по дороге в больницу.
Лаури Аус был похоронен на Тартуском кладбище Раади. С 2004 года каждый год 20 июля на его родине Тарту устраивается мемориал.

## Достижения
1992
4-й этап на Tour de la Bidassoa
2-й на Paris-Mantes
5-й на Олимпийские игры — групповая гонка
1993
Essor basque
генеральная классификация
Prix Bannès
Prix des Hôteliers et Cafetiers
2-й этап на Grand Prix François-Faber
2-й на Circuit de la Nive
1994
2-й этап на Tour d'Émeraude
2-й этап на Tour Nivernais Morvan
3-й на Tour d'Émeraude
1996
2-й и 6-й этап на Тур Пуату — Шаранты
3-й и 6-й этап на Тур Бретани
1997
Тур Лимузена
1-й в генеральной классификации
3-й этап
1-й этап на Тур Польши
2-й на Шоле — Земли Луары
3-й на Гран-при Исберга
7-й на Чемпионат мира — групповая гонка
1998
Классика Харибо
Тур Пуату — Шаранты
1-й в генеральной классификации
1-й этап
1-й этап на Тур Уаза
2-й на Чемпионат Эстонии — индивидуальная гонка
2-й на Тур Уаза
3-й на Чемпионат Эстонии — групповая гонка
3-й на Букль де Сен-Сен-Дени
1999
Гран-при Исберга
3-й на Тур Лимузена
3-й на Тур Пуату — Шаранты
5-й на Милан — Сан-Ремо
5-й на Гран-при Плуэ
2000
 Чемпион Эстонии — групповая гонка
 Чемпион Эстонии — индивидуальная гонка
2-й на Гран-при Марсельезы
2001
5-й этап на Тур Пуату — Шаранты
3-й на Тур Пуату — Шаранты
2003
2-й на Чемпионат Эстонии — групповая гонка
2-й на Чемпионат Эстонии — индивидуальная гонка
3-й на Три дня Западной Фландрии

## Статистика выступлений
| Гранд-туры      |      |      |      |      |
| Гонка           | 1997 | 1998 | 2000 | 2002 |
| Джиро д'Италия  | —    | —    | —    | —    |
| Тур де Франс    | 124  | —    | DNF  | —    |
| Вуэльта Испании | —    | DNF- | —    | DNF  |

## Рейтинги
| Год                      | 1997 | 1998 | 1999 |
| ------------------------ | ---- | ---- | ---- |
| Мировой рейтинг FICP/UCI | 85-й | 68-й | 91-й |
|                          |      |      |      |
| Источник: UCI            |      |      |      |